# Зилоти, Александр Ильич
Алекса́ндр Ильи́ч Зило́ти (27 сентября [9 октября] 1863, Знаменка, Тамбовская губерния — 8 декабря 1945, Нью-Йорк, Нью-Йорк) — русский пианист, дирижёр и музыкально-общественный деятель, педагог.

## Биография
Александр Зилоти родился 27 сентября (9 октября)  1863 года в имении матери Знаменское, находившемся в Козловском уезде Тамбовской губернии, и крещён там же в Знаменской церкви; крёстными были Александр Аркадьевич — дядя С. В. Рахманинова, родной брат его отца, и бабушка великого композитора Варвара Васильевна Рахманинова. Отец — бессарабский дворянин Илья Матвеевич Зилоти (1830—1895), мать — Юлия Аркадьевна Зилоти (в девичестве Рахманинова, 1835—1925). По материнской линии — двоюродный брат С. В. Рахманинова, а также его преподаватель в Московской консерватории.
В возрасте восьми лет Александр Зилоти поступил в Московскую консерваторию, где учился в классе Н. С. Зверева по фортепиано, затем перешёл в класс директора консерватории — Н. Г. Рубинштейна. Одновременно изучал теорию музыки у П. И. Чайковского, став впоследствии его другом. Окончил консерваторию в 1882 году со званием свободного художника и малой Золотой медалью. В 1883—1886 годы брал частные уроки у Ференца Листа.
Выступая в концертах в Европе и России, Зилоти приобрёл громкую известность своей изящной, талантливой игрой. Зилоти стал одним из выдающихся пианистов своего времени.
В 1888–1891 годы — профессор по классу фортепиано в Московской консерватории, в числе его учеников — К. Н. Игумнов, А. Б. Гольденвейзер, Л. А. Максимов, С. В. Рахманинов.
В 1887 году женился на Вере Павловне Третьяковой, дочери основателя Третьяковской галереи.
С 1900 года его постоянным местом жительства был Санкт-Петербург. В сезоне 1901–1902 годов он впервые дирижировал симфоническими концертами Филармонического общества в Москве. В 1903 году организовал собственную концертную антрепризу «Концерты А. Зилоти», для которой в Петербурге арендовал залы Дворянского собрания, консерватории, Мариинского театра, городской думы, с 1910-х годов — также Народного дома Николая II, Калашниковской биржи; для симфонических концертов нанимал оркестр Мариинского театра. В его программах весьма значительное место было отведено русской музыке. В концертных программах с А. И. Зилоти часто сотрудничал его друг и коллега Александр Оссовский.
В мае 1917 года артистами Мариинского театра был избран на должность управляющего оперной труппой театра.
После Октябрьской революции в конце 1917 года организовал антибольшевистскую забастовку, в которой участвовал весь коллектив Мариинского театра. Предписанием А. В. Луначарского должности управляющих трупп были упразднены, отставка А. И. Зилоти была принята художественно-репертуарным комитетом театра. 13 января 1918 год Зилоти был арестован и заключён в «Кресты». Благодаря содействию своего друга И. И. Манухина, врача Трубецкого бастиона Петропавловской крепости, после беседы с Дзержинским был освобождён под подписку «являться в градоначальство» (ЧК).
А. И. Зилоти с семьёй в 1919 году эмигрировал в Финляндию, затем в Германию. С 1922 года жил в США, в 1926–1942 годы преподавал игру на фортепиано в Нью-Йорке, в Джульярдской школе. В ноябре 1941 года вносил денежные средства в Фонд обороны СССР.
Скончался 8 декабря 1945 года в Нью-Йорке. Похоронен на кладбище Успенского женского Новодивеевского монастыря в Нануете, штат Нью-Йорк.

## Семья
Жена: Вера Павловна Зилоти (рожд. Третьякова; 1866 — 20 января 1940, Нью-Йорк) — дочь основателя Третьяковской галереи П. М. Третьякова.
- сыновья:
  - Александр Александрович Зилоти (22 ноября 1887 — 6 января 1950, Париж), художник, искусствовед[16][17][18],
  - Лев (Левко) Александрович Зилоти (21 января 1897 — 7 августа 1984, Ошенсайд, Калифорния, США[19]);
- дочери:
  - Вера Александровна,
  - Оксана Александровна (1893, Париж — 1 ноября 1986[20]),
  - Кириена Александровна (24 февраля 1895 — 28 июля 1989), музыкант и педагог, ученица А. К. Глазунова[21].

Брат Сергей Ильич Зилоти (15 мая 1862 — 28 ноября 1914), морской офицер, в конце 1880-х гг. служил в 8-м флотском экипаже в Петербурге, организатор и дирижер любительского цыганского хора, впоследствии — флота генерал-лейтенант, помощник начальника Главного морского штаба (1911—1914).
Сёстры Варвара Ильинична (1868—1939) и Мария Ильинична (1871—1938) были замужем за братьями Константином и Александром Гучковыми.

## Адреса в Петербурге / Петрограде
- 1900—1901 — Лиговский пр., 55;
- 1901—1903 — Сергиевская ул., 24;
- 1903—1913 — 12-я линия В.О., 9;
- 1914—1919 — Доходный дом Р. Г. Веге (наб. Крюкова канала, 14)[11].

## Комментарии
1. ↑  В большинстве изданий энциклопедического характера местом рождения А. И. Зилоти указано имение отца в Старобельске (Старобельском уезде) Харьковской губернии (ныне — Луганская область)[5][6][7]. Факт рождения А. И. Зилоти в селе Знаменском (ныне — Знаменка в Петровском районе Тамбовской области) установлен музыковедом и краеведом А. М. Белкиным[3][4].
2. ↑  Построена В. И. Баженовым в 1743–1745 годах, названа в честь иконы Божьей Матери «Знамение»[4].

## Публикации текстов
- Зилоти А. И. Мои воспоминания о Ф. Листе : С 8 воспроизведениями портр., рукописей и прогр. — СПб.: Тип. С. Л. Кинда, 1911. — 61 с.
- Зилоти А. И. Воспоминания и письма / Сост., авт. предисл. и примеч. Л. М. Кутателадзе; Под ред. Л. Н. Раабена. — Л.: Музгиз, 1963. — 468 с.